# Marrum
Marrum est un village de la commune néerlandaise de Noardeast-Fryslân, situé dans la province de Frise.

## Géographie
Le village est situé dans le nord de la Frise, à 13 km à l'ouest de Dokkum et à 13 km au nord de Leeuwarden.

## Histoire
Marrum fait partie de la commune de Ferwerderadiel avant le 1er janvier 2019, où celle-ci est supprimée et fusionnée avec Dongeradeel et Kollumerland en Nieuwkruisland pour former la nouvelle commune de Noardeast-Fryslân.

### Sauvetage de chevaux en 2006
En 2006, après une tempête, environ 200 cheveux se sont retrouvés piégés par l'eau de mer au milieu d'un îlot argileux, à proximité de Marrum, tandis que l'eau continuait à monter. Le 31 octobre, Norma Miedema, 40 ans, qui passait par là, les remarque, prévient les autorités et sans attendre qu'elles s'organisent entreprend de sauver les chevaux.
Durant les deux premiers jours, seule, elle s'enfonce dans l'eau jusqu'au cou pour couper des barbelés et permettre aux cheveux de monter toujours plus haut pour s'abriter des eaux. Elle leur apporte de l'eau douce et de la nourriture, et tente désespérément d'en sauver de la noyade. Chaque jour elle harcèle les autorités pour que quelque chose soit fait, allant jusqu'à proposer de prendre ses propres chevaux pour guider la harde dans les eaux, sans succès.
La presse internationale s'empare de l'affaire, et pendant trois jours couvre les tentatives infructueuses pour sauver les animaux qui ont les pattes dans la boue. Finalement, l'eau menaçant de submerger l'îlot et une nouvelle tempête approchant, Norma lance un appel à l'aide sur un forum Internet, demandant que « des cavaliers expérimentés et n'ayant pas peur de l'eau viennent l'aider avec leurs chevaux ». 7 femmes répondent à l'appel et viennent alors secourir les chevaux : Susan Fransen montant Blizzard, Micky Nijboer montant Berber, Antje Dijkstra montant Humphrey, Hinke Lap montant Guinever, Christina Stormer montant Perfeft, ainsi que Fardow de Rueter montant King.
Avec l'aide des pompiers, elles balisent un gué de profondeur adéquate, puis grimpent sur leurs chevaux pour aller chercher les autres et leur indiquer le passage. Après plusieurs jours dans l'eau, Norma Miedema souffre de pneumonie et ne peut les accompagner, aussi, le 3 novembre 2006, c'est depuis la berge qu'elle assiste au sauvetage. Cette dernière tentative est un succès. Au total, 19 chevaux se seront noyés ou auront succombé sur l'îlot boueux.
Un monument a été érigé sur les lieux, en souvenir de ce sauvetage.

## Démographie
Le 1er janvier 2018, le village comptait 1 475 habitants.